# Wereldkampioenschap voetbal 2002 (Groep B) Zuid-Afrika - Spanje
Deze pagina is een subpagina van het artikel Wereldkampioenschap voetbal 2002. Hierin wordt de wedstrijd in de groepsfase in groep B tussen Zuid-Afrika en Spanje gespeeld op 12 juni 2002 nader uitgelicht. Spanje won de wedstrijd met 3-2 van Zuid-Afrika.

## Voorafgaand aan de wedstrijd
- Zuid-Afrika en Spanje speelden nooit eerder tegen elkaar, dit was de eerste keer.
- Op de FIFA-wereldranglijst van mei 2002 stond Zuid-Afrika op de 37e plaats. Spanje stond op de 8e plaats.[1]

## Wedstrijdgegevens
| Datum                | 12 juni 2002                       | 12 juni 2002                       |
| Stadion              | Daejeon World Cup Stadion, Daejeon | Daejeon World Cup Stadion, Daejeon |
| Toeschouwers         | 31.024                             | 31.024                             |
| Scheidsrechter       | Saad Mane                          | Saad Mane                          |
| Assistenten          | Jorge Rattalino Awni Hassouneh     | Jorge Rattalino Awni Hassouneh     |
| Vierde man           | Mohamed Guezzaz                    | Mohamed Guezzaz                    |
| Man van de wedstrijd | Raúl                               | Raúl                               |
|                      | Zuid-Afrika                        | Spanje                             |
| Doelpunten           | 2                                  | 3                                  |
| Gele kaarten         | 4                                  | 0                                  |
| Rode kaarten         | 0                                  | 0                                  |
| Wissels              | 3                                  | 3                                  |
| Schoten op doel      | 3                                  | 8                                  |
| Schoten naast doel   | 0                                  | 0                                  |
| Overtredingen        | 16                                 | 7                                  |
| Hoekschoppen         | 3                                  | 7                                  |
| Buitenspel           | 1                                  | 2                                  |
| Strafschoppen        | 0                                  | 0                                  |
| Balbezit (tijd)      | 0                                  | 0                                  |
| Balbezit (%)         | 42%                                | 58%                                |

| Zuid-Afrika | 2 – 3                | Spanje |
| Benni McCarthy 31' Lucas Radebe 53' | doelpunten (assists) | 4' Raúl 45+1' Gaizka Mendieta 56' Raúl |
| Jomo Sono | bondscoach           | José Antonio Camacho |
| Andre Arendse Cyril Nzama Bradley Carnell Lucas Radebe 80' MacBeth Sibaya Quinton Fortune 83' Teboho Mokoena Siyabonga Nomvethe 74' Sibusiso Zuma Benni McCarthy Aaron Mokoena | opstellingen         | Iker Casillas Curro Torres Miguel Angel Nadal Ivan Helguera 53' David Albelda Enrique Romero Gaizka Mendieta Xavi Joaquin 82' Raúl 77' Fernando Morientes |
| George Koumantarakis 74' Thabang Molefe 80' Jacob Lekgetho 83' | wissels              | 53' Sergio 77' Albert Luque 82' Luis Enrique |
| Cyril Nzama 16' Bradley Carnell 67' Siyabonga Nomvethe 69' Aaron Mokoena 81'                                                                                                   | gele kaarten         | |
| | rode kaarten         | |